# Dejan Luković
Dejan Luković (in serbo Дејан Луковић?; 9 febbraio 1985) è un ex cestista serbo naturalizzato svizzero.

## Palmarès
- YUBA B League: 1

Borac Čačak: 2003-04
- Campionato svizzero: 2

Lugano Tigers: 2005-06
SAV Vacallo: 2008-09
- Coppa di Svizzera: 1

SAV Vacallo: 2009